# Pachyrukhos
A Pachyrukhos az emlősök (Mammalia) osztályának a Notoungulata rendjébe, ezen belül a Hegetotheriidae családjába tartozó nem.

## Tudnivalók
A Pachyrukhos az oligocén és miocén korok idején élt, Dél-Amerika területén.
Az állat körülbelül 30 centiméter hosszú volt, és nagyon hasonlított a nyulakra, mivel rövid farka és meghosszabbodott hátsó lábai voltak. A hosszabb hátsó lábaknak köszönhetően, a Pachyrukhos valószínűleg szökdösve járt. Fogazata nyúlszerű, amelynek segítségével diókkal és szívós növényekkel táplálkozhatott. A koponyáján található hallórendszer arra hagy következtetni, hogy ennek az állatnak igen jó volt a hallása, sőt, lehet, hogy nagy fülei is lehettek. A szemüregei is nagyok, emiatt valószínűleg éjjeli életmódot folytatott. A nyulakkal mutatott hasonlóság a konvergens evolúció egyik példája; habár a két állat között nincs közeli rokonság, mindkét állat ugyanúgy nézett ki és viselkedett, hogy ugyanazt az ökológiai fülkét tölthesse be.

## Fordítás
Ez a szócikk részben vagy egészben  a   Pachyrukhos című angol Wikipédia-szócikk fordításán alapul.  Az eredeti cikk szerkesztőit annak laptörténete sorolja fel. Ez a jelzés csupán a megfogalmazás eredetét és a szerzői jogokat jelzi, nem szolgál a cikkben szereplő információk forrásmegjelöléseként.